# John Ross (cherokeehøvding)
 For alternative betydninger, se John Ross. (Se også artikler, som begynder med John Ross)
John Ross (3. oktober 1790 – 1. august 1866), eller Kooweskoowe (Hejren) var den første demokratisk valgte overhøvding for cherokeserstammen, en stamme af oprindelige amerikanere i det østlige USA.

## Opvækst og ungdom
John Ross blev født nær Lookout Mountain i det nuværende Tennessee (dog i Turkeytown, Alabama i følge nogle få kilder), som søn af Daniel Ross og Mary McDonald. Mary var datter af John McDonald og Annie Shorey, og Annie Shorey var datter af William Shorey og Ghi-goo-ie. Sidstnævnte var fuldblods cherokeser, og dermed var John Ross 1/8 cherokeser. Hans far sørgede for, at såvel John som hans 8 søskende fik en god uddannelse. Han byggede en skole til børnene og ansatte en privatlærer. På trods af bedstemoderens (Annie) anstrengelser for at forhindre det, voksede John Ross stort set op som cherokeser. Han ønskede selv at blive betragtet som indianer, og når hans bedstemoder gav ham tøj på, som de hvide gik i, blev han drillet af sine indianske venner. Han deltog i stammens fester og blev oplært i dens traditioner.
Ross' rolige opførsel og hans kendskab til både indianerne og de hvide gjorde ham til et naturligt forbindelsesled, og allerede i 1809, da han kun var 19 år, blev han af den lokale indianeragent sendt på en officiel mission til de vestlige cherokesere, der nogle år tidligere var flyttet til Arkansas efter en af de utallige traktater, som stammen indgik med de hvide. Missionen blev en succes, og John blev hurtigt sendt ud på nye missioner. Samtidigt etablerede han sig som postmester i Rossville, Georgia, den by, der var grundlagt af hans far, og hvor han selv var vokset op. Desuden arbejdede han på kontoret i et handelsselskab.

## Creek-krigen
I 1812 udbrød der krig mellem England og det nye USA. Samtidigt førte amerikanerne også krig mod creekindianerne, der stod på engelsk side i denne krig. Creekerne var cherokesernes arvefjender, så en styrke på ca. 1.000 cherokeserkrigere meldte sig på amerikanernes side. John Ross fungerede som adjudant for Major Ridge, der var leder af cherokeserstyrken. Den 27. marts 1814 mødtes en styrke på 3.300 amerikanere og cherokesere under ledelse af Andrew Jackson med en styrke på ca. 1.000 creekindianere ved Horseshoe Bend ved Tallapoosa-floden øst for Nashville, Tennessee. Creekerne havde bygget en næsten 400 m lang barrikade af træstammer og jord på tværs af flodens bugtning. Sammen med to andre (Gulkalaski og Whale) svømmede John Ross over floden og stjal creekernes kanoer. I disse kanoer indledte ca. halvdelen af cherokeserne (under kommando af Major Ridge's nevø, Stand Watie og John Ross) så et angreb på creek stillingen ude fra floden, hvilket afledte deres opmærksomhed længe nok til at Jacksons tropper kunne forcere barrikaderne. Mellem 600 og 800 creekindianere blev dræbt i slaget, og resten flygtede. Omkring fem måneder senere blev der sluttet fred mellem USA og creekerne. Under hele felttoget kæmpede cherokeserne trofast på amerikanernes side, men i modsætning til de amerikanske tropper fik indianerne ingen betaling, da man ikke opfattede dem som ”rigtige amerikanere”.

## Ross' Landing
I 1815 åbnede John Ross en handelsstation ved Tennessee-floden ved grænsen mellem Tennessee og Georgia. Ved handelsstationen ejede han en stor plantage, der blev drevet primært ved hjælp af negerslaver. Han etablerede færgedrift over floden, og stedet fik hurtigt navnet Ross’ Landing. Senere blev der etableret en missionsstation med skole. John Ross, der selv var veluddannet efter tidens forhold, gjorde alt hvad han kunne for at få indianerne til at deltage i undervisningen. Byen eksisterer endnu, men navnet er for længst gået tabt. Siden fordrivelsen af cherokeserne i 1838, har byen været kendt som Chattanooga, Tennessee og stedet hvor Ross’ færge lå, ligger nogenlunde der, hvor Market Street i Chattanooga krydser floden.

## Politiker
I 1817 blev der så underskrevet en traktat med USA, der inddrog alt det land cherokserne ejede nord for Hiwassee-floden på grænsen mellem Georgia og Tennessee, og tildelte land i Arkansas som erstatning. Samme år blev John Ross valgt til Cherokee National Council, stammens øverste råd, og i 1819 blev han formand for rådet, en post han bestred frem til 1827. I denne periode skrev han cherokesernes republikanske forfatning, som blev godkendt som cherokesernes "grundlov" i 1827. Forfatningen var baseret på USA’s forfatning men modificeret med specielle forhold for cherokeserne. Samme år blev der for første gang afholdt valg til posten som overhøvding (præsident) for cherokeserne. Alle tidligere overhøvdinge (med titel af "kejser" frem til 1761), siden den første, Moytoy i 1730, var udpeget, ikke valgt. Ved dette valg blev John Ross valgt som nationens første "præsident", med hovedstad i New Echota i Georgia. Han blev indsat i 1828, samme år som hans gamle chef fra krigen mod creekerne, Andrew Jackson blev valgt som USA’s præsident, og han afløste sin mentor, Pathkiller, den sidste udpegede overhøvding, der var død året før.
Cherokeserne var med årene blevet meget påvirket af de hvides levevis. De fleste havde lært at læse og skrive, ikke mindst efter Sequoyahs opfindelse af cherokee alfabetet omkring 1821, og de fleste var kristne. De var bofaste og der var mange store ejendomsbesiddere blandt indianerne, som ligesom John Ross, også holdt negerslaver til at dyrke markerne – præcis som de hvide. På trods af denne tilpasning frygtede de hvide amerikanerne i Georgia for at have en egentlig, selvstændig indiansk nation liggende "i baghaven". Mod at love støtte til Andrew Jackson i hans præsidentkampagne, fik de ham til at love, at hvis han blev valgt, ville han fjerne cherokeserne fra området. Samtidigt blev der fundet guld på cherokesernes område i Georgia, og mere end 10.000 hvide guldgravere rejste ind i området. Da Jackson blev valgt til præsident, fik han hurtigt (1830) gennemtrumfet Indian Removal Act (loven om at præsidenten måtte forhandle med indianerne om deres flytning vest på) og Georgia ophævede alle cherokesernes stammelove, inklusive forfatningen og inddrog deres land til brug for nybyggere og gruldgravere, som fik indianernes område tildelt ved lodtrækning. Cherokeserne kunne ikke selv deltage i lodtrækningen og samtidigt blev der vedtaget en lov om, at ingen cherokeser måtte grave guld på Georgias territorium. Cherokeserne blev altså forment adgang til stammens egne rigdomme.
Nogle cherokesere accepterede at det ville være nødvendigt at lade stammen flytte. Det såkaldte "Treaty Party", der talte omkring 500 medlemmer under ledelse af Major Ridge ville tage imod tilbuddet, og Major Ridge underskrev i 1835 New Echota traktaten på hele folkets vegne. Her accepterede underskriverne at afgive alt stammens land i de østlige stater til fordel for land i Indianerterritoriet i det nuværende Oklahoma. I modsætning hertil stod resten af stammen, med John Ross som fortaler. Deres mål var, at cherokesernationen skulle blive en "rigtig" stat i USA, på lige fod med de øvrige daværende stater. John Ross tog til Washington D.C. med en begæring om at blive stat og om at stammen kunne forblive hvor den var, underskrevet af 15.000 cherokesere, hvilket svarede til 90 % af stammens medlemmer, men da Ross søgte audiens hos præsident Jackson, hans tidligere chef og allierede, blev audiensen afslået, og begæringen blev afvist. Da John Ross kom tilbage til sit hjem, opdagede han at både det, og jorden det lå på, var blevet inddraget, og at en hvid mand havde fået området gennem det tidligere omtalte lotteri. John Ross rejste længere ind i Tennessee til Flint Springs, hvor han byggede en etværelses hytte, som fungerede som stammens "hovedstad" indtil den endelige bortfjernelse i 1838.

## Endeligt
John Ross var med på Trail of Tears, og at han forblev cherokeserstammens overhøvding/præsident til sin død i 1866. Han førte stammen gennem to borgerkrige, først mellem ridgisterne (tilhængerne af Major Ridge) og rossisterne (hans eget parti) og senere mellem de vestlige cherokesere (tilflyttede fra Arkansas, og den del af stammen, der var flyttet til reservatet fra de oprindelige områder i forbindelse med Trail of Tears). Under den amerikanske borgerkrig gik Ross og mange med ham, ind i krigen på sydstaternes side. I 1862 blev han taget til fange af nordstatstropper og ført til Washington. Hans modstander fra den første interne borgerkrig, Stand Watie, overtog hvervet som overhøvding for cherokeserne, men han blev ikke og bliver fortsat ikke anerkendt som sådan af stammen. I den nuværende Cherokee Nations annaler står John Ross som overhøvding fra han blev valgt første gang i 1828 til sin død i 1866, hvor han blev afløst af sin nevø, William P. Ross. Stand Watie nævnes end ikke på listen over stammens overhøvdinge.
John Ross døde den 1. august 1866 på et hotel i Washington i forbindelse med underskrivelsen af endnu en traktat, der reducerede cherokesernes område. Denne gang det nye land i Oklahoma, der for evigt skulle være deres jf. traktaten fra 1835.

## Eksterne referencer
- John Ross Arkiveret 21. marts 2006 hos  Wayback Machine
- Cherokserhøvdingen John Ross Arkiveret 4. marts 2006 hos  Wayback Machine

1. ↑  Navnet er anført på engelsk og stammer fra Wikidata hvor navnet endnu ikke findes på dansk.
2. ↑  Navnet er anført på engelsk og stammer fra Wikidata hvor navnet endnu ikke findes på dansk.
3. ↑  Navnet er anført på engelsk og stammer fra Wikidata hvor navnet endnu ikke findes på dansk.